# Ле-Лозе-Юбай (кантон)
Ле-Лозе́-Юба́й (фр. Le Lauzet-Ubaye) — кантон во Франции, находится в регионе Прованс — Альпы — Лазурный Берег, департамент Альпы Верхнего Прованса. Входит в состав округа Барселонет.
Код INSEE кантона — 0412. Всего в кантон Ле-Лозе-Юбай входит 5 коммун, из них главной коммуной является Ле-Лозе-Юбай.

## Коммуны кантона
| Коммуна           | Население, чел. (1999) | Почтовый индекс | Код INSEE |
| ----------------- | ---------------------- | --------------- | --------- |
| Ла-Бреоль         | 325                    | 04340           | 04033     |
| Ле-Лозе-Юбай      | 203                    | 04340           | 04102     |
| Меолан-Ревель     | 284                    | 04340           | 04161     |
| Понти             | 45                     | 05160           | 04154     |
| Сен-Венсан-ле-Фор | 203                    | 04340           | 04198     |

## Население
Население кантона на 2008 год составляло 1 240 человек.
| 1962 | 1968  | 1975 | 1982 | 1990 | 1999  | 2006  | 2007  | 2008  |
| ---- | ----- | ---- | ---- | ---- | ----- | ----- | ----- | ----- |
| 738  | 1 087 | 933  | 975  | 930  | 1 060 | 1 207 | 1 232 | 1 240 |